# Пинетки

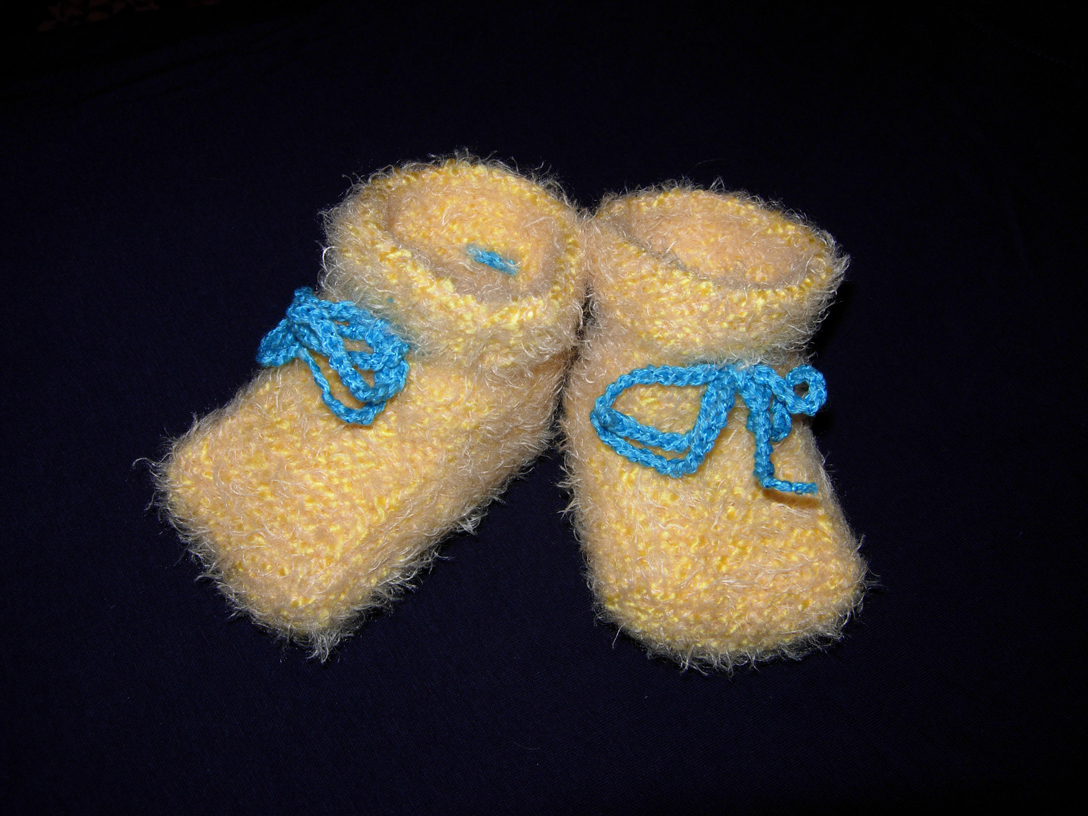
Детские вязаные пинетки

Пине́тки — лёгкие вязаные декоративные ботинки (носочки) для грудных детей возрастом до 1 года.
Пинетки обычно вяжут крючком или спицами. Чтобы материал пинеток не раздражал кожу ребёнка, предпочтение при вязке отдаётся хлопковым нитям, а не шерстяным или синтетическим. Существует огромное количество моделей пинеток, а также способов их вязания.